# ويليام ألبين يونغ
ويليام ألبين يونغ (بالإنجليزية: William Albin Young)‏ هو سياسي أمريكي، ولد في 17 مايو 1860 في نورفولك في الولايات المتحدة، وتوفي بنفس المكان في 12 مارس 1928. حزبياً، نشط في الحزب الديمقراطي. وقد انتخب عضو مجلس نواب الولايات المتحدة عن ولاية فرجينيا وانتخب عضو مجلس النواب الأمريكي.